# Hipàrquia
Hipàrquia (grec antic: Ἱππαρχία, llatí: Hipparchia; ca. 350 aC-ca. 280 aC) fou una dona grega nascuda en una família distingida de Maronea, a Tràcia. Hipàrquia va ser una de les primeres dones filòsofes que va conviure, malgrat la inicial oposició de la seva família, amb Crates de Tebes i va compartir amb ell la peculiar forma de vida de l'escola cínica. Es deia de la parella que, mentre la majoria de persones es retiren per a unir-se, Hipàrquia i Crates s'unien en públic, instaurant el que en deien la cinogàmia, la manera de fer l'amor dels cínics. Teodor l'Ateu, que es reia d'ella, li va demanar per què no es dedicava a les tasques pròpies del seu sexe. Hipàrquia, conscient que la seva atitud podia ser revolucionària, li va respondre: «Creus que he fet malament a consagrar a l'estudi el temps que, pel meu sexe, hauria d'haver perdut com a teixidora?».
Suides diu que era germana de Mètrocles, també filòsof cínic, i que va escriure alguns tractats i unes preguntes dirigides a Teodor l'Ateu.